# Hugh Masekela

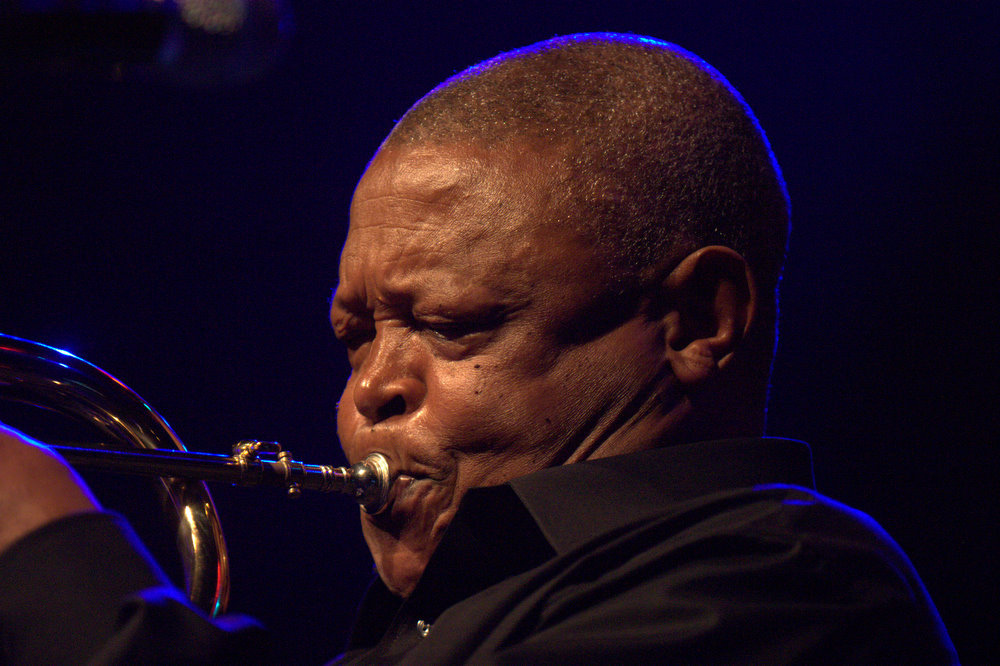
2009-ben

Hugh Ramopolo Masekela, (Witbank, 1939. április 4. – Johannesburg, 2018. január 23.) dél-afrikai dzsesszmuzsikus; trombitás, zeneszerző, énekes; a felesége Miriam Makeba volt. Fia, Selema Mabena „Sal” Masekela, amerikai televíziós műsorvezető, színész, énekes.

## Életpályája
Zenei pályafutása már ötéves korában elkezdődött. Szülei ugyanis beíratták  egy zongora tanfolyamra, és tizenhárom éves koráig lelkiismeretesen járt is oda. Akkor a helyi mozi műsorára tűzte a Young Man With A Horn (Fiatalember kürttel) című Kirk Douglas-filmet, és ennek hatására beleszeretett a trombitába. Pár év múlva már abban a Huddleston Jazz Bandben játszott rajta, amelynek az apartheidellenes mozgalom egyik vezetője, Trevor Huddleston(en) adta nevét.
1960-ban Londonba utazott, ahol Yehudi Menuhin segítségével a Guildhall School of Musicban folytatta zenei tanulmányait. Nem sokkal később már New Yorkban muzsikált többek között Dizzy Gillespie-vel, Louis Armstronggal, és Harry Belafontével is.
Masekela egyik leghíresebb dalát, a Grazin' In The Grass-t először 1968-ban rögzítették. Önéletrajza is ezt a címet viseli (Grazin' In The Grass; 2004)

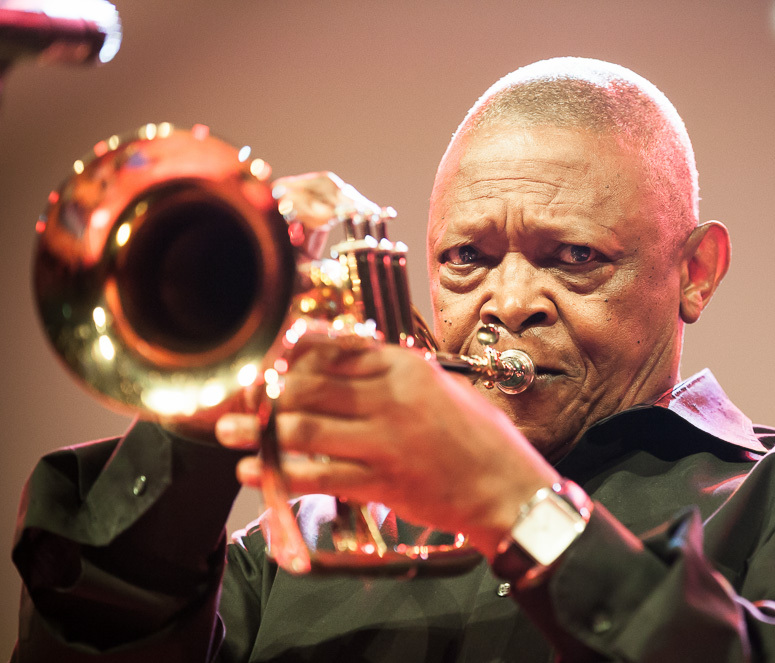

## Diszkográfia
| Év   | Cím                                              | Kiadó                  |
| ---- | ------------------------------------------------ | ---------------------- |
| 1964 | The Emancipation of Hugh Masakela                | Chisa                  |
| 1966 | Grrr                                             | Verve                  |
| 1968 | The Promise Of A Future                          | Uni                    |
| 1968 | Masekela                                         | Uni                    |
| 1972 | Home Is Where the Music Is                       | Blue Thumb Chisa       |
| 1973 | The African Connection                           | Impulse! Records       |
| 1975 | "The Boy's Doin' It"                             | Casablanca             |
| 1978 | "Herb Alpert/Hugh Masekela"                      | A&M/Horizon            |
| 1978 | "Main Event - Live" (w/Herb Alpert)              | A&M                    |
| 1984 | "Techno Bush"                                    | Jive Afrika            |
| 1985 | "Waiting for the Rain"                           | Jive Afrika            |
| 1987 | Tomorrow                                         | Warner Bros.           |
| 1993 | Hope [Live]                                      | Triloka Records        |
| 1994 | Stimela                                          | Connoisseur Collection |
| 1994 | Reconstruction                                   | Motown                 |
| 1994 | Hugh Masekela & Union of South Africa            | Mo Jazz                |
| 1998 | Black to the Future                              | Columbia               |
| 1999 | The Best of Hugh Masekela on Novus               | RCA                    |
| 2000 | Sixty                                            | Shanachie              |
| 2001 | Grazing in the Grass: The Best of Hugh Masekela  | Sony                   |
| 2002 | Time                                             | Columbia               |
| 2003 | The Collection                                   | Universal/Spectrum     |
| 2004 | Still Grazing                                    | Blue Thumb             |
| 2005 | Revival                                          | Heads Up               |
| 2006 | The Chisa Years: 1965-1975 (Rare and Unreleased) | BBE                    |
| 2007 | Live at the Market Theatre                       | Four Quarters Ent      |
| 2009 | Phola                                            | Four Quarters Ent      |

Masekela, Miriam Makeba és a Ladysmith Black Mambazo – ők alkották a dél-afrikai feketék zenéjének és apartheid-ellenes mozgalmának csatársorát és ... Nelson Mandela zenei hátországát.